# 神戸市立櫨谷小学校
神戸市立櫨谷小学校（こうべしりつ はせたにしょうがっこう）は、兵庫県神戸市西区櫨谷町池谷にある公立小学校。

## 概要
- 2020年現在の校章は戦後、神戸市立櫨谷小学校が発足してからのものである。
- 学校内の民俗館には、農具や勉強の道具などの昔に使われた道具が収められている[1]。

## 沿革
出典
- 1873年 - 福谷・玉造小学校を設置。
- 1876年5月1日 - 池谷小学校を設置。
- 1887年4月1日 - 池谷簡易小学校と改称。
- 1898年4月1日 - 櫨谷尋常小学校と改称。
- 1907年5月6日 - 櫨谷実業補習学校を設置。
- 1941年4月1日 - 櫨谷国民学校と改称。
- 1947年4月1日 - 神戸市立櫨谷小学校と改称。

## 学校行事
- 6月 田植え、自然学校
- 7月 櫨谷納涼のつどい
- 8月 限定開放プール、図書室開放、算数教室、メダカ水泳
- 10月 稲刈り
- 12月 ふれあいもちつき大会
- 1月 新春の集い

## 校区
出典
神戸市西区櫨谷町全域にあたる。
- 櫨谷町寺谷、櫨谷町友清、櫨谷町福谷、櫨谷町池谷、櫨谷町長谷、櫨谷町栃木、櫨谷町谷口、櫨谷町菅野、櫨谷町松本

## 卒業後の進路
- 神戸市立櫨谷中学校

## 校区周辺
- 神戸市西区役所 櫨谷連絡所
- 櫨谷川
- 櫨谷郵便局

## 交通
出典
- 最寄りバス停は神姫バスの「櫨谷小学校前」（13系統・17系統）
- 最寄り駅は神戸市営地下鉄西神・山手線の「西神中央駅」

## 通学区域が隣接している学校
- 神戸市立狩場台小学校
- 神戸市立糀台小学校
- 神戸市立竹の台小学校
- 神戸市立樫野台小学校
- 神戸市立春日台小学校
- 神戸市立平野小学校
- 神戸市立玉津第一小学校
- 神戸市立高津橋小学校
- 神戸市立伊川谷小学校
- 神戸市立井吹西小学校
- 神戸市立井吹の丘小学校
- 神戸市立井吹東小学校
- 神戸市立太山寺小学校
- 神戸市立木津小学校
- 神戸市立桜が丘小学校
- 神戸市立押部谷小学校
- 神戸市立高和小学校